# Соматолиберин
Соматотропин-рилизинг-гормон, или соматрелин, соматолиберин, соматотропин-рилизинг-фактор, сокращённо СРГ или СРФ — один из представителей класса рилизинг-гормонов гипоталамуса.
СРГ вызывает усиление секреции передней долей гипофиза соматотропного гормона
Как и все рилизинг-гормоны гипоталамуса, СРГ является по химическому строению полипептидом.
Соматолиберин синтезируется в дугообразном (аркуатном) и вентромедиальном ядрах гипоталамуса. Аксоны нейронов указанных ядер оканчиваются в области срединного возвышения. Высвобождение соматолиберина стимулируется серотонином и норадреналином.
Основным фактором, реализующим отрицательно обратную связь в виде угнетения синтеза соматолиберина является соматотропин. 
Биосинтез соматолиберина в организме человека и животных осуществляется главным образом в нейросекреторных клетках гипоталамуса. Оттуда через портальную кровеносную систему соматолиберин попадает в гипофиз, где избирательно стимулирует синтез и секрецию соматотропина. Биосинтез соматолиберина осуществляется и в других вне-гипоталамических областях мозга, а также в поджелудочной железе, кишечнике, плаценте, и в отдельных типах нейроэндокринных опухолей.
Синтез соматолиберина усиливается при стрессовых ситуациях, при физических нагрузках, а также во сне.